# Greenwald
Greenwald é uma cidade localizada no estado americano de Minnesota, no Condado de Stearns.

## Demografia
Segundo o censo americano de 2000, a sua população era de 201 habitantes.
Em 2006, foi estimada uma população de 178, um decréscimo de 23 (-11.4%).

## Geografia
De acordo com o United States Census Bureau tem uma área de
2,0 km², dos quais 2,0 km² cobertos por terra e 0,0 km² cobertos por água.

## Localidades na vizinhança
O diagrama seguinte representa as localidades num raio de 12 km ao redor de Greenwald.